# 17061 Теглер
17061 Теглер (17061 Tegler) — астероїд головного поясу, відкритий 10 квітня 1999 року.
Тіссеранів параметр щодо Юпітера — 3,422.